# Thorsten Arwidsson (kartograf)
Thorsten Adolf Arwidsson, född 21 juni 1827 i Stockholm, död där 6 februari 1893, var en svensk kartograf. Han var son till Adolf Ivar Arwidsson och far till Ivar Arwidsson.
Arwidsson blev kadett vid krigsakademien på Karlberg 1842, sekundlöjtnant vid flottan 1848, premiärlöjtnant 1856 och kapten vid skärgårdsartilleriet 1866.1872 blev han chef för sjökarteverket och senare samma år major. År 1873 blev han kommendörkapten och var ledamot i kommittén angående meteorologiska observationer på svenska fartyg 1875–1876. Som chef för sjökarteverket utförde han i samarbete med andra uppmärksammade jordmagnetiska undersökningar inom Sverige. Arwidson intresserade sig även för nautiska och hydrografiska instrument och konstruerade även själv sådana. Arwidsson var även initiativtagare till att starta produktion av spritkompasser i Sverige.
Arwidsson var ledamot av kommittéerna angående nya fyrar under 1877 och angående Sveriges offentliga kartverk 1877–1878, angående nya fartygstyper i flottan 1879–1880 och angående de ekonomiska och topografiska kartverkens framtida bearbetande 1880–1882. År 1884 befordrades han till kommendör. Han var därtill ledamot i kommittén angående sjöfartsnäringens tillstånd 1890. År 1865 invaldes han som ledamot av Kungliga Örlogsmannasällskapet (hedersledamot 1890) och 1866 som ledamot av Kungliga Krigsvetenskapsakademien. Han blev riddare av Svärdsorden 1874 (kommendör av första klass 1889) och riddare av Nordstjärneorden 1876.